# Ludvig Alfred Otto Reventlow
Ludvig Alfred Otto greve Reventlow (16. februar 1916 i Aarhus – 6. april 1945 i Ryvangen) var en dansk modstandsmand.
Reventlow var søn af kaptajn og forpagter, grev Otto Carl Ferdinand Reventlow (1887-1929) og Ada Jessie Howard Grøn (1891-1983). Han blev uddannet cand.jur. og arbejdede som fuldmægtig hos statsadvokaten i Kolding og senere i København. Han deltog i arbejde for illegale blade, distribuerede forbudte tryksager, udfærdigede falske papirer, og i Studenternes Efterretningstjeneste organiserede han transporter for våben og hemmelige informationer fra Sverige. Tyskerne tog hans mor og to brødre som gidsler i februar 1945 for at få anholdt Ludvig Reventlow. Det lykkedes den 5. marts 1945, da Reventlow blev forrådt af en stikker og anholdt af Gestapo. Han blev henrettet sammen med andre modstandfolk på ordre fra Werner Best i Ryvangen den 6. april 1945 og er begravet i Mindelunden i Ryvangen.
Samme år blev der opstillet en mindesten for ham i parken ved Pederstrup, som havde været hans berømte forfader Christian Ditlev Reventlows hjemsted og museum siden 1940. Mindesmærket af sandsten blev udformet af den danske arkitekt Mogens Koch. Teksten på stenen lyder:
"CAND. JUR. GREVE REVENTLOW d. 6. april 1945, født d. 16. februar 1916. Død for Danmarks frihed."